# تيم بارتلس
تيم بارتلس (بالألمانية: Tim Bartels)‏ هو مجدف ألماني، ولد في 31 يناير 1988 في شونهبك في ألمانيا.

## وصلات خارجية
- تيم بارتلس على موقع الاتحاد الدولي للتجديف (الإنجليزية)